# Ius variandi
L'expressió ius variandi és la facultat que té l'empresari o patró d'alterar unilateralment condicions essencials del contracte individual de treball, com ara:
- canvi de lloc de treball
- alteració de la jornada laboral
- canvi de tasques o prestacions laborals que impliquen un canvi en la categoria de treball
- alteració de la remuneració pactada o de conveni

Es considera que aquesta facultat deriva del dret de l'empresari d'organitzar i dirigir el treball dels seus treballadors. El límit a l'aplicació de l'ius variandi és un triple filtre emmarcat per: a) raonabilitat (que no sigui arbitrària); b) funcionalitat (que obeeixi a un motiu atendible); i c) indemnitat del treballador (que no li provoqui menyscabament patrimonial o moral, o que li ocasioni un perjudici material que li sigui adequadament compensat).
Algunes legislacions distingeixen la situació del treballador segons tingui una impossibilitat absoluta o relativa a acceptar el canvi en les condicions de treball. La impossibilitat és absoluta quan per la naturalesa, gravetat o extensió dels perjudicis que se li ocasionen no pot ser obligat a acceptar-ho (per exemple, el canvi d'horari o de lloc de treball que li impedirien continuar els estudis que està realitzant). La impossibilitat és relativa quan l'empresari pot compensar el perjudici ocasionat (per exemple, pagar-li una major despesa en el transport des de la seva casa fins al treball ocasionat pel canvi de lloc de treball), i en aquest cas el treballador ha d'acceptar el canvi si l'empresari s'avé a compensar-li el perjuí.